# Ed Daniel
Ed Daniel, né le 13 juin 1990 à Birmingham en Alabama, est un joueur américain de basket-ball. Il évolue aux postes d'ailier fort et de pivot.

## Palmarès
- First-team All-OVC 2013